# Dennis Alcapone
Dennis 'Alcapone' Smith (Clarendon, Jamaica, 6 de agosto de 1947) é um músico de reggae.
Junto com U-Roy e Big Youth, Dennis Alcapone é um dos DJs mais importantes na história do reggae, conhecido também pelo seu sistema de som, o El Paso, nos anos 60.

## Carreira
Sua carreira começou em 1970 com o lançamento de seu primeiro single "El Paso", nome também do sistema de som comandado por ele.
Em 1972 lança seu álbum de estreia Guns Don't Argue pelo selo inglês Trojan Records.
Durante sua carreira, lançou vários hits, como "Maca Version", "Number One Station", "Wake Up Jamaica", "Teacher Teacher" e "Guns Don't Argue".

## Discografia

### Álbuns de estúdio
- Guns Don't Argue (Trojan, 1972)
- Forever Version (1971)
- King of the Track (1974)
- Dread Capone (1976)
- Investigator Rock (1977)

### Coletâneas
- My Voice Is Insured for Half A Million Dollars (1989)
- Universal Rockers (1992)
- Ba-Ba-Ri-Ba Skank: The Great Treasure Isle Collection, Vol. 3 (com Lizzy)

### Compilações
- Version Galore, Vol. 2 (1972)
- Jamaican Deejay Music: "Keep on Coming Through the door…"